# タギシミミの反逆
タギシミミの反逆（タギシミミのはんぎゃく）は、上古日本の皇位継承をめぐる説話の一つで、記紀などに記される。手研耳（たぎしみみ）の弟たちへの反逆を主内容とする。

## 概要
神武天皇の崩御後、皇子手研耳命は二人の弟（神八井耳命・皇太子神渟名川耳尊）を殺そうとはかった。二人は手研耳命を討ち、神渟名川耳尊は即位した（綏靖天皇）。

## 内容
特記以外は『日本書紀』によって記載する。

### 三皇子の誕生
神日本磐余彦尊は神武東征以前に日向国吾田邑の吾平津媛をめとり、子手研耳命を得ていた。しかし東征後に事代主神の娘媛蹈鞴五十鈴媛命を新たにめとり正妃とした。磐余彦尊が即位して神武天皇（初代天皇）となると五十鈴媛命は皇后とされ、二人の間には、神八井耳命（神八井命）と神渟名川耳尊（渟名川耳尊、神渟名川尊）の二皇子が生まれた。神武天皇42年に神渟名川耳尊は立太子されて皇太子となった。

### 手研耳命の計画
神武天皇は神武天皇76年に崩御し、翌年9月12日に畝傍山東北陵に葬られた。皇太子神渟名川耳尊は特に心を喪葬の事に留めていた。その庶兄である手研耳命は長くにわたる政務経験があったが仁義にそむいており、神武天皇の諒闇中に二弟を害することをはかった。これは神武天皇崩御より3年後のことである。

### 手研耳命の暗殺
この年の11月、神渟名川耳尊とその兄の神八井耳命はひそかに（『古事記』によれば母の歌により）手研耳命の志を知って、これを防いだ。すなわち、山陵の事が終わるに至って、弓部稚彦（弓削部稚彦）には弓を、倭鍜部天津真浦には真麛鏃を、矢部には箭をつくらせた。弓矢が完成するに及んで、神渟名川耳尊は手研耳命を射殺そうと思った。
二人は手研耳命が片丘の大窨（おおむろ）の中に有り、ひとり大床に臥せっているのに行き合った。この時神渟名川耳尊は、兄の神八井耳命に
と言い、手研耳命を射殺す役目を兄に与えた。二人は窨（むろ）に進入し、神渟名川耳尊はその戸を突き開けた。しかし神八井耳命は手脚が戦慄し、矢をいることができなかった。この時神渟名川耳尊は兄の所持していた弓矢を掣（ひ）き取り、手研耳命を射た。一発目は胸に中（あ）たり、二発目は背に中たってついに殺した。

### 神渟名川耳尊の即位
神八井耳命ははじて神渟名川耳尊にしたがって皇位を譲り、
と言って、皇位を継がず祭祀を行う意志を明らかにしたという。
翌年1月8日、神渟名川耳尊は綏靖天皇（第2代天皇）として即位し、この年を綏靖天皇元年とした。

### 神八井耳命の子孫
神八井耳命は綏靖天皇4年4月に薨じ、畝傍山の北に葬られた。多氏（姓は臣）はその子孫とされる。